# Basílica do Sagrado Coração Imaculado de Maria
Sacro Cuore Immacolato di Maria ou Basílica do Sagrado Coração Imaculado de Maria é uma igreja titular e basílica menor localizada na Piazza Euclide, no quartiere Pinciano de Roma, Itália, e dedicada ao Imaculado Coração de Maria. Construído pelo arquiteto Armando Brasini (1879–1965). Sua construção começou em 1923 e a planta é uma cruz grega inscrita num círculo. Em 1936, quando foi concluída, foi transformada em igreja paroquial e entregue à Congregação dos Missionários Filhos do Imaculado Coração de Maria (claretianos). Uma grandiosa cúpula foi planejada, mas nunca construída; um pequeno tambor foi completado em 1951.
No batistério há pinturas modernas do armênio Gregorio Sciltian (1900–1985).
O papa João XXIII elevou-a à dignidade de basílica menor em maio de 1959 e o papa Paulo VI a tornou uma igreja titular em fevereiro de 1965, com o cardeal Ángel Herrera Oria como primeiro titular. O atual cardeal-presbítero protetor do título de Sagrado Coração de Maria é Julius Riyadi Darmaatmadja, S.J., arcebispo de Jacarta.